# Эстевес, Гильермо
Гильермо Эстевес (исп. Guillermo Estévez Morales; род. 16 октября 1947) — кубинский шахматист, международный мастер (1972).
Чемпион Кубы (1975). В составе сборной Кубы участник двух Олимпиад (1972—1974). Принял участие в межзональном турнире в Ленинграде (1973), где занял предпоследнее место, но обыграл Роберта Хюбнера и экс-чемпиона мира Михаила Таля.

## Изменения рейтинга
| Графики недоступны из-за технических проблем. См. информацию на Фабрикаторе и на mediawiki.org. |